# 1430 Somalia
1430 Somalia este un asteroid din centura principală, descoperit pe 5 iulie 1937, de Cyril Jackson.